# Гавайи 5.0 (8-й сезон)
Восьмой сезон американского телесериала «Гавайи 5.0», премьера которого состоялась на канале CBS 29 сентября 2017 года, а заключительная серия выйдет весной 2018 года, состоит из 25 эпизодов. Шоу является ремейком телесериала 1968-80 годов.
Телесериал был разработан Питером М. Ленковым, Алексом Куртцманом и Роберто Орси. Сериал рассказывает о работе специального подразделения полиции под руководством бывшего морского офицера Стива Макгарретта (Алекс О’Лафлин) на Оаху.

## В ролях

### Основной состав
- Алекс О’Лафлин — Стив Макгарретт
- Скотт Каан — Дэнни «Дэнно» Уильямс
- Иэн Энтони Дейл — Адам Ношимури
- Миган Рат — Тани Рэй
- Хорхе Гарсиа — Джерри Ортега
- Беула Коале — Джуниор Рейгнс
- Тэйлор Уайли — Камекона
- Деннис Чун — сержант Дюк Лукела
- Кими Балмилеро — доктор Нойлани Куна
- Чи Макбрайд — Лу Гровер

### Второстепенный состав
| - Пейдж Херд — Саманта Гровер - Тейлор Грубс — Грейс Уильямс - Зак Сулзбах — Чарли Эдвардс - Шон Мокуахи Гарнетт — Флиппа Тупуола - Чозен Джейкобс — Уилл Гровер - Эл Харрингтон — Мамо Кахике | - Шон Энтони Томсен — Пуа Каи - Клэр Форлани — Алисия Браун - Эндрю Лоуренс — Эрик Руссо - Кунал Шарма — Коа Рей - Кекоа Кекумано — Нахеле Хуакала - Кристин Ко — Джесси Номура |

## Эпизоды
| № общий | № в сезоне | Название                                                                                          | Режиссёр       | Автор сценария                                 | Дата премьеры    | Произв. код | Зрители в США (млн) |
| --- | ---------- | ------------------------------------------------------------------------------------------------- | -------------- | ---------------------------------------------- | ---------------- | ----------- | ------------------- |
| 169 | 1          | «A'ole e 'olelo mai ana ke ahi ua ana ia» «Пламя сытым не бывает»                                 | Брайан Спайсер | Питер М. Ленков, Эрик Гуггенхейм и Роб Ханнинг | 29 сентября 2017 | 801         | 8,64                |
| Команда 5-0 берётся за расследование дела о хакерских атаках, и выходят на некого хакера. Пока они пытались его найти, этот неизвестный хакер выпускает на волю особо опасного преступника — поджигателя Джейсона Дюклера. Тот в свою очередь заманивает всю команду в леса Оаху на охоту и устраивает большой лесной пожар. Тем временем Макгарретт и Денни пытаются инвестировать в свой ресторан, а Макгарретт пытается нанять спасателя Тани Рей в свою команду, но та вынуждена отказать им. |            |                                                                                                   |                |                                                |                  |             |                     |
| 170 | 2          | «Na La 'Ilio» «Тяжёлые дни»                                                                       | Тара Мил       | Дэвид Волков и Мэтт Уиллер                     | 6 октября 2017   | 803         | 8,53                |
| 5-0 объединяется с управлением по борьбе с наркотиками для завершения рейда. Тем временем возвратившийся и уволившийся со службы морской котик Джуниор Рейнс приходит к Макгарретту и обращается к нему в поисках работы. Стив сразу отказывает ему, и спустя время приводит его к Дюку Лукелле с просьбой взять Джуниора в полицейскую академию. |            |                                                                                                   |                |                                                |                  |             |                     |
| 171 | 3          | «Kau pahi, ko'u kua. Kau pu, ko'u po'o» «Ты мне нож в спину, я тебе пистолет к виску»             | Эгиль Эгилссон | Дэвид Волков и Мэтт Уиллер                     | 13 октября 2017  | 802         | 8,51                |
| За помощью в расследовании Команда 5-0 обращается к бывшему агенту MI6 Гарри Лэнгфорду, чтобы тот помог расследовать убийство Джимми Окады. В ходе расследования 5-0 выходит на некого Джона Уолкотта, который оказывается простым преподавателем фортепьяно. |            |                                                                                                   |                |                                                |                  |             |                     |
| 172 | 4          | «E uhi wale no 'a'ole e nalo, he imu puhi» «Всё тайное становится явным»                          | Антонио Негрет | Роб Ханнинг                                    | 20 октября 2017  | 804         | 8,67                |
| Информатор 5-0 «Тост» был убит во время телефонного разговора с Макгарреттом. Стив обращается к Арону Райту, чтобы тот применил свой талант во благо и помог найти убийцу информаторов. Тани попадает в засаду в номере отеля вместе с Райтом и пытается выбраться. А тем временем похищают ещё одного информатора 5-0 — Камекону. Параллельно всем событиям Макгарретт посещает полицейскую академию и видит эффективность Джуниора, но после того, как Стив находит его в здании, построенном для бездомных, он решает, что Джуниор может жить с ним. |            |                                                                                                   |                |                                                |                  |             |                     |
| 173 | 5          | «Kama'oma'o, ka 'aina huli hana» «В Кама'ома'о, краю развлечений»                                 | Бронуэн Хьюз   | Питер М. Ленков и Эрик Гуггенхейм              | 3 ноября 2017    | 805         | 8,63                |
| В канун Хэллоуина команда берётся за расследование убийства мужчины, убитого в своем грузовике на старом шоссе Пали. Команда обращается за помощью к Алисии Браун. 5-0 связывает ещё одно убийство со смертью мужчины на шоссе и приходит к выводу, что всё это из-за старых Гавайских историй. |            |                                                                                                   |                |                                                |                  |             |                     |
| 174 | 6          | «Mohala I Ka Wai Ka Maka O Ka Pua» «В любви люди расцветают»                                      | Карлос Бернард | Эрик Гуггенхейм и Зои Робин                    | 10 ноября 2017   | 808         | 9,21                |
| Когда человек с множественным расстройством личности, включая ребёнка и отца-защитника, притворяется сотрудником полиции Гонолулу и совершает серию убийств, 5-0 должны сделать всё возможное, чтобы найти его. Кроме того, друзья Стива проводят интервенцию в его дом и нанимают оценщика стресса, чтобы попытаться помочь Макгарретту уменьшить его стресс. |            |                                                                                                   |                |                                                |                  |             |                     |
| 175 | 7          | «Kau Ka ‘Onohi Ali’i I Luna» «Большой брат следит за тобой»                                       | Брайан Спайсер | Питер М. Ленков и Эрик Гуггенхейм              | 17 ноября 2017   | 807         | 9,17                |
| По прилёте Адама, его в аэропорту встречает Макгарретт, а ему звонит Джуниор и говорит об ограблении банка, которое происходит прямо сейчас. Адам и Стив прибывают на место и заходят в банк, но кроме заложников там никого не обнаруживают. Они догадываются, что преступники ушли через дыру в хранилище, и Макгарретт ведёт преследование. Но после неудачного преследования всё немного меняется. |            |                                                                                                   |                |                                                |                  |             |                     |
| 176 | 8          | «He Kaha Lu'u Ke Ala, Mai Ho'okolo Aku» «Дорога, ведущая в пропасть. Следуй на свой страх и риск» | Рон Андервуд   | Лиз Альпер и Элли Сиберт                       | 1 декабря 2017   | 806         | 8,56                |
| К команде 5-0 обращаются, чтобы они расследование авиакатастрофу, в которой погиб знаменитый авиатор и каскадёр Джейсон Сакс. Они обращаются к НСБТ за комментариями, но те отказывают им, и команда берёт под стражу главу расследования Каллахана. Позже выясняется, что настоящий Сакс погиб в автокатастрофе 6 лет назад, а кто погиб в самолёте остаётся не известным. |            |                                                                                                   |                |                                                |                  |             |                     |
| 177 | 9          | «Make Me Kai» «Смерть в море»                                                                     | Майя Врвило    | Дэвид Волков и Мэтт Уиллер                     | 8 декабря 2017   | 809         | 9,07                |
| Отдел берётся за расследование инцидента, после которого в океане была найдена женщина, дрейфующая на спасательной шлюпке. В ходе расследования Макгаррет, Дэнни, Джуниор и Тани обнаруживает яхту, дрейфующую в океане, а на ней — 11 трупов. Макгарретт начинает подозревать, что все люди на яхте были убиты с помощью биологического оружия. Команда остается изолированной до тех пор, пока Адам, Гровер и Джерри не найдут противоядие. |            |                                                                                                   |                |                                                |                  |             |                     |
| 178 | 10         | «I Ka Wa Ma Mua, I Ka Wa Ma Hope» «Будущее в прошлом»                                             | Питер Уэллер   | Зои Робин                                      | 15 декабря 2017  | 810         | 8,48                |
| События связаны с прошлой серии — пока часть команды остается в карантине, к ним вламывается неизвестный, минирует все входы и выходы и ранит Дэнни. Стив пытается ему помочь, выполняя спасательные действия под руководством хирурга. Саперы пытаются пробраться к ним, а между тем Дэнни мечтает о своем будущем. |            |                                                                                                   |                |                                                |                  |             |                     |
| 179 | 11         | «Oni Kalalea Ke Ku A Ka La'au Loa» «Могучее дерево выше остальных»                                | Тара Миле      | Роб Ханнинг                                    | 15 декабря 2017  | 811         | 7,71                |
| В канун Рождества, Дэнни рассказывает Чарли сказку перед сном о ветеранах, помогающих 5-0 после того, как Стив становится свидетелем дел банды грабителей, одетых как Санта-Клаус. Также Джуниор официально становится членом «5-0». |            |                                                                                                   |                |                                                |                  |             |                     |
| 180 | 12         | «Ka Hopu Nui 'Ana» «Облава»                                                                       | Эгиль Эгилссон | Дэвид Волков и Мэтт Уиллер                     | 5 января 2018    | 812         | 9,96                |
| На островах создается специальная группа по противодействию насилию и уличным бандам, глава этой группы погибает при взрыве. Команда 5-0 объединяется с федералами, национальной гвардией и полицией для расследования убийства. Тем временем Стив просит Адама возглавить специальное подразделение 5-0, которое будет фокусироваться исключительно на организованной преступности. |            |                                                                                                   |                |                                                |                  |             |                     |
| 181 | 13         | «O Ka Mea Ua Hala, Ua Hala Ia» «Прошлого не вернуть»                                              | Родерик Дэвис  | Шон Патрик О’Рейли                             | 12 января 2018   | 813         | 9,38                |
| Когда Лу и его сын столкнулись с человеком, пытающимся совершить самоубийство, Гровер пытается поговорить с ним, в то время как остальная команда расследует дело в попытке доказать его невиновность. |            |                                                                                                   |                |                                                |                  |             |                     |
| 182 | 14         | «Na Keiki A Kalaihaohia» «Дети Калайхаохийа»                                                      | Питер Уэллер   | Питер М. Ленков и Эрик Гуггенхейм              | 19 января 2018   | 814         | 9,14                |
| После ограбления ресторана Стива и Дэнни, Макгарретт и Дэнни заручаются помощью Пуа Кая в полиции Гонолулу, чтобы найти их украденные инструменты. Между тем 5-0 расследует труп контрабандиста алмазов, украденный с кладбища. Они должны выследить его партнёра, прежде чем украденные алмазы будут вывезены контрабандой с Гавайев. |            |                                                                                                   |                |                                                |                  |             |                     |
| 183 | 15         | «He Puko'a Kani 'Aina» «Тише едешь - дальше будешь»                                               | Брайан Спайсер | Дэвид Волков и Мэтт Уиллер                     | 2 февраля 2018   | 815         | 8,56                |
| Команда берётся за расследование убийства частного детектива. Всё приводит к тому, что клиент этого детектива был убит таким же способом, что и сам детектив. Параллельно этому Адам начинает внедрение своего человека в банду под прикрытием, что в последующем приводит к похищению самого Адама. |            |                                                                                                   |                |                                                |                  |             |                     |
| 184 | 16         | «O Na Hoku O Ka Lani Ka I 'Ike Ia Pae» «За семью печатями»                                        | Джерри Ливайн  | Дэвид Волков и Мэтт Уиллер                     | 2 марта 2018     | 816         | 8,00                |
| Адам найден связанным в грузовом контейнере посреди леса. Тани и Джуниор идут под прикрытием в качестве потенциальных родителей для частной школы, пытаясь решить дело пропавшего без вести. После посещёния некоторых школьных собраний они получают достаточную информацию для ареста, но подозреваемый подтверждает подозрения Макгарретта о реальном преступнике. |            |                                                                                                   |                |                                                |                  |             |                     |
| 185 | 17         | «Holapu Ke Ahi, Koe Iho Ka Lehu» «Вспыхнул огонь, остался лишь пепел»                             | Майя Врвило    | Лиз Алпер и Элли Сейберт                       | 9 марта 2018     | 817         | 7.68                |
| Адам и Джесси тайно крадут несколько баллонов хлора. Но когда узнается, что пара баллонов хлора пропала, не доехав до пункта назначения, Адам помогает 5-0 найти эти баллоны. |            |                                                                                                   |                |                                                |                  |             |                     |
| 186 | 18         | «E Ho'Oko Kuleana» «Во имя долга»                                                                 | Алекс О'Локлин | Дэвид Волькове и Мэтт Уилер                    | 30 марта 2018    | 818         | 7.80                |
| Когда Адама останавливает полиция Гавайев, в багажнике его автомобиля находят труп. Целевая группа Five-0 должна доказать невиновность Адама. Также Джуниор и Тани должны отработать один день как новобранцы. Тем временем Дэнни встречается с женой человека, который стрелял в него ранее, а Адам узнает, что у него есть сводная сестра. |            |                                                                                                   |                |                                                |                  |             |                     |
| 187 | 19         | «Aohe Mea Make I Ka Hewa; Make No I Ka Mihi Ole» «Ни кто не умрет за ошибки»                      | Дженнифер Линч | Роб Хэннинг и Эшли Дизон                       | 6 апреля 2018    | 819         | 7.97                |
| Когда отец Стива расследовал таинственные убийства в конце 70-х — начале 80-х годов, таинственный человек приходит к Стиву, говорит о тех убийствах и клянётся, что покажет, где закопаны все тела. Одновременно с этим объявляется сводная сестра Адама, которая требует от него 20 млн. долларов. |            |                                                                                                   |                |                                                |                  |             |                     |
| 188 | 20         | «He Lokomaika’I Ka Manu O Kaiona» «Дар для льва»                                                  | Брайан Спайсер | Роб Хэннинг и Эшли Дизон                       | 13 апреля 2018   | 820         | 7.48                |
| Бывший член 5-0, лейтенант Кэтрин Роллинс возвращается на Гавайи и просит 5-0 помочь ЦРУ в поиске подозреваемого террориста, который строит грязные бомбы с использованием урана, который был оставлен Военно-Морского Флота в бывшем военном бункере. Кроме того, когда конфиденциальный информатор Адама, Джесси, убита после того, как она украла 20 000 000 долларов Адама, он решает закрыть свою целевую группу организованной преступности и вернуться на материк с Коно. Между тем Джуниор падает и ранит себя во время бега и полагается на собаку Макгарретта Эдди, чтобы найти помощь. Позже Макгарретту сообщили, что Норико, сводная сестра Адама, была найдена мертвой, когда ее тело вынесло на пляж. |            |                                                                                                   |                |                                                |                  |             |                     |
| 189 | 21         | «The Answer To The Riddle Is Seen» «Ответ на загадку»                                             | Эгиль Эгилссон | Дэвид Волькове и Мэтт Уилер                    | 20 апреля 2018   | 821         | 7.52                |
| Когда анонимный человек отправляет по почте 5-0 видеозапись убийства много лет назад, Джуниор, Лу и Таня должны выяснить, кто жертва и убийца. Кроме того, бывший агент МИ-6 Гарри Лэнгфорд возвращается на остров, обеспечивая частную охрану дальних родственников королевской семьи, а Макгарретт и Дэнни по пятам помогают найти пропавшую дочь-подростка. |            |                                                                                                   |                |                                                |                  |             |                     |
| 190 | 22         | «Though the Fish is Well Salted, the Maggots Crawl» «Хорошо просоленная рыба»                     | Руба Надда     | Роб Ханнинг и Рэйчел Паради                    | 27 апреля 2018   | 822         | 7.79                |
| После того, как внучка Дюка похищена, он вынужден взять доказательства из продолжающегося дела об убийстве офицера HPD. Прежде чем он сможет вернуть то, что просили похитители, улики украдены у Дюка. Чтобы раскрыть убийство, Джерри работает под прикрытием в психиатрической больнице. |            |                                                                                                   |                |                                                |                  |             |                     |
| 191 | 23         | «What Parents Will Do, Children Will Do» «Родительская забота»                                    | Джим Джост     | Питер М. Ленков и Мэтт Уилер                   | 4 мая 2018       | 823         | 7.04                |
| Когда друг Джуниора становится свидетелем убийства мафиози и отправляется в бега, команда 5-0 берётся за его поиски и поиски его близких. |            |                                                                                                   |                |                                                |                  |             |                     |
| 192 | 24         | «The Tough Branch That Does Not Break in the Kona Gale» «Тяжелая ноша»                            | Кришна Рао     | Зоя Робин                                      | 11 мая 2018      | 825         | 7.09                |
| Джуниор еле успевает в последнюю минуту на миссию в Нигерию и присоединился Макгарретт после того, как узнал, что миссия состоит в том, чтобы освободить американского заложника: Джо Уайт. Камекона и Жерар Хирш приносят дело о похищенных произведениях искусства в Луи & Тани, настаивая на проведении расследования преступления с ними. |            |                                                                                                   |                |                                                |                  |             |                     |
| 193 | 25         | «Ancients Exposed» «Старые записи»                                                                | Брайан Спайсер | Питер М. Ленков и Эрик Гуггенхайм              | 18 мая 2018      | 824         | 6.62                |
| Когда русская подводная лодка появляется у берега Гонолулу и вызывает панику на острове, 5-0 должны решить проблему, почему она там всплыла. Кроме того, Стив и Дэнни нанимают Камекону и Флиппу в качестве партнеров в свой ресторан, а они начинают делать много изменений, не посоветовавшись с ними. Между тем Таня доверяет Джуниор, говоря ему, что она нашла пистолет в доме Адама, который соответствует гильзам, найденным в Норико. |            |                                                                                                   |                |                                                |                  |             |                     |